# Bleeding Love (film)
Bleeding Love är en amerikansk dramafilm från 2023. Filmen är regisserad av Emma Westenberg efter ett manus skrivet av Ruby Caster, Clara McGregor och Vera Bulder. Filmen hade urpremiär på South by Southwest Film Festival 11 mars 2023 och biopremiär i USA den 16 februari 2024. Svensk urpremiär ägde rum på Göteborg Film Festival 31 januari 2024.

## Handling
Filmen kretsar kring en ung kvinna som efter en överdos blir upplockad av sin pappa som kör bilen mot Santa Fe. Pappan har också en beroendeproblematik bakom sig men nu försöker han reparera relationen till sin dotter.

## Rollista (i urval)
- Clara McGregor – dottern
- Ewan McGregor – pappan
- Kim Zimmer – Elsie
- Jake Weary – Kip
- Vera Bulder – Tommy

## Övrigt
Ewan McGregor och Clara McGregor (född 1996) är far och dotter i verkligheten.